# Lista över Irans överrabbiner
Det här är en lista över Irans överrabbiner. Den innehåller information om överrabbinerna inom det ortodoxa persisk-judiska samfundet i Iran. Överrabbinnen fungerar även som den andliga ledaren för persiska judar världen över.

## Lista
| År         | Namn                      | Bild | Anmärkningar                        |
| ---------- | ------------------------- | ---- | ----------------------------------- |
| 1922–1980  | Yedidia Shofet            |      | Rabbin vid Kourosh-synagogan        |
| 1980–1994  | Uriel Davidi              |      | Rabbin vid Darvaz-e Dolat-synagogan |
| 1994–2007  | Yosef Hamadani Cohen      |      | Rabbin vid Yusef Abad-synagogan     |
| 2007–2011  | Mashallah Golestani-Nejad |      | Rabbin vid Yusef Abad-synagogan     |
| 2011–nutid | Yehuda Gerami             |      | Rabbin vid Yusef Abad-synagogan     |